# Anomala communis
Anomala communis är en skalbaggsart som beskrevs av Hermann Burmeister 1844. Anomala communis ingår i släktet Anomala och familjen Rutelidae. Inga underarter finns listade i Catalogue of Life.